# Schienenverkehr in Luxemburg

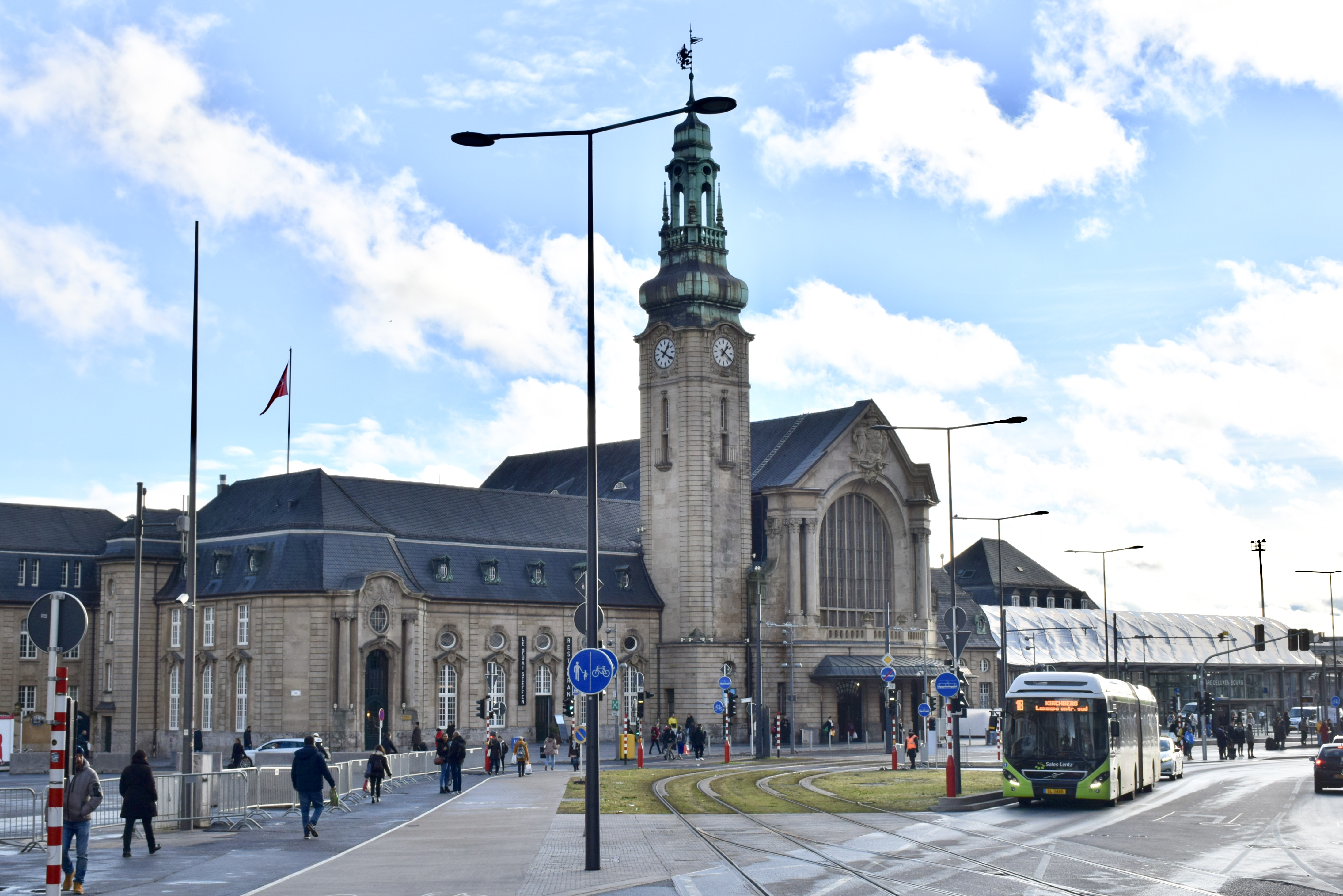
Bahnhof Luxemburg (2022)

Netz der CFL

Der Schienenverkehr in Luxemburg wird heute überwiegend durch die Société Nationale des Chemins de Fer Luxembourgeois (CFL) betrieben.

## Netz

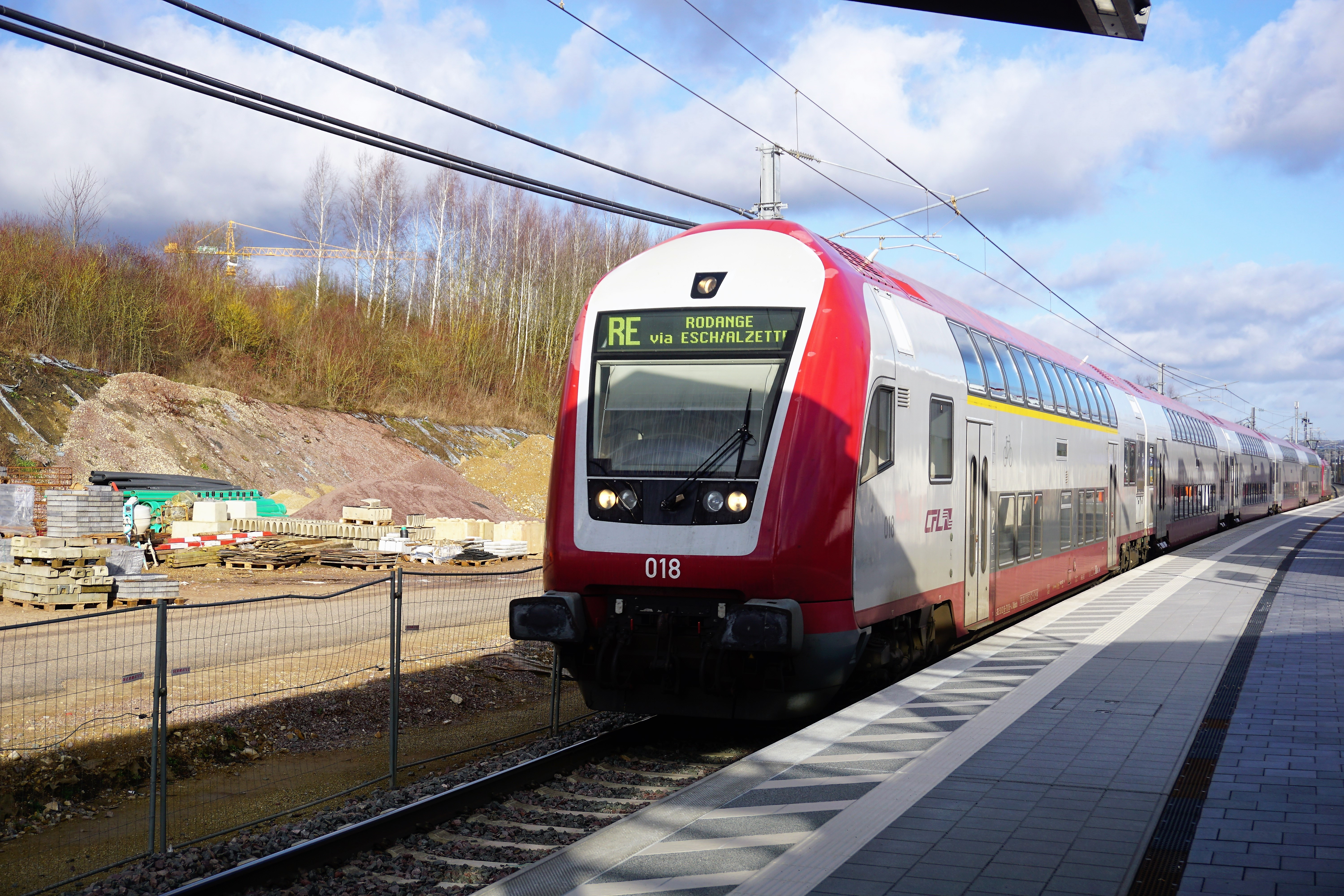
Halt eines RegionalExpresses an der Haltestelle Howald (Inbetriebnahme im Dezember 2017)

Nach dem Zweiten Weltkrieg umfasste das Netz der luxemburgischen Eisenbahnlinien 550 Kilometer, wobei damals noch ein ausgedehntes Schmalspurbahnennetz existierte. Innerhalb von eineinhalb Jahrzehnten wurde das Schienennetz halbiert. Am 15. Februar 1953 wurde mit dem „Jhangeli“ eine im Volksmund sehr bekannte Schmalspurbahn stillgelegt. Ende 2003 hatte das nationale Netz eine Länge von 275 Kilometern, davon 140 Kilometer zweigleisig und 135 Kilometer eingleisig. Insgesamt gab es zu diesem Zeitpunkt 618 Schienenkilometer, wovon 436 Kilometer auf Hauptstrecken und Bahnhöfe entfallen und 182 Kilometer auf Nebenstrecken.
Das Schienennetz umfasst 70 Bahnhöfe und Haltestellen und ist zu 95 Prozent elektrifiziert.
Nationale Sicherheitsbehörde für das luxemburgische Eisenbahnnetz ist die Administration des Chemins de Fer (ACF), Regulierungsstelle das Institut Luxembourgeois de Régulation.

### Linien
Hauptträger des Verkehrs sind die 70 Kilometer lange Nordstrecke Luxemburg (Stadt) – Troisvierges – (Lüttich/Belgien) sowie die Ost-West-Verbindung (Trier/Deutschland) – Wasserbillig – Luxemburg (Stadt) – Kleinbettingen – (Arlon/Belgien).

### Marktöffnung
Der Zugang zum nationalen Schienennetz und dessen Betrieb und Leitung werden durch das Gesetz vom 6. Juni 2019 geregelt, welches wiederum die Richtlinie 2012/34 der Europäischen Union und deren Änderungsakte 2016/2370 in nationales Recht umsetzt.

#### Personenverkehr

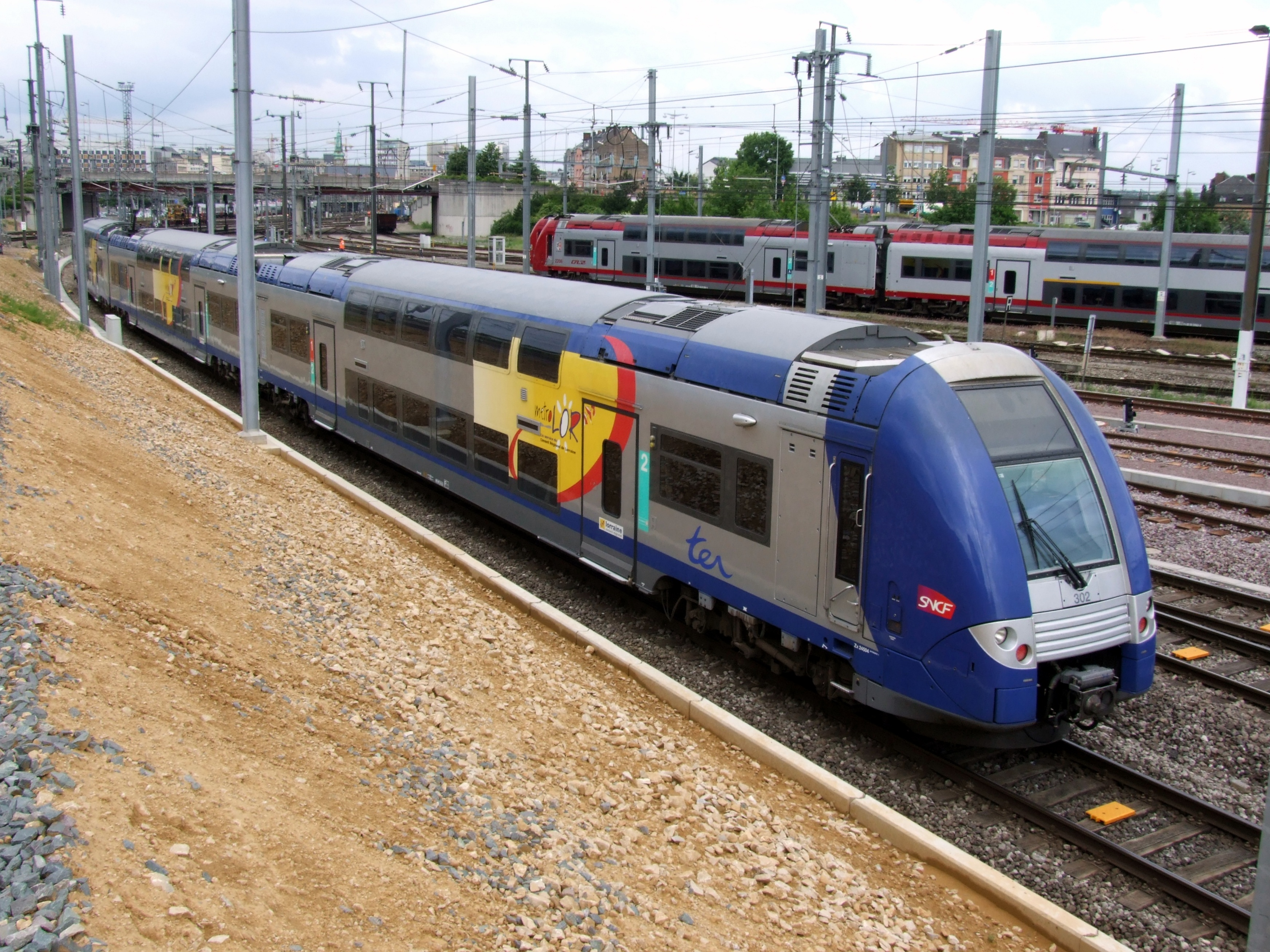
Französischer Triebwagen der Reihe Z24500 im Bahnhof Luxemburg

Durch eine Regelung im Artikel 5 der Verordnung 1370/2007 der Europäischen Union ist Luxemburg von der Liberalisierung der öffentlichen Schienenpersonenverkehrsdienste ausgenommen. Diese Aufträge werden nach wie vor direkt an die CFL vergeben, ohne dass es zu Ausschreibungen kommt. Es steht der CFL dabei nach wie vor frei, mit anderen Eisenbahnunternehmen zusammenzuarbeiten, was im grenzüberschreitenden Verkehr nach Frankreich (SNCF) und nach Belgien (SNCB) auch der Fall ist.

#### Güterverkehr

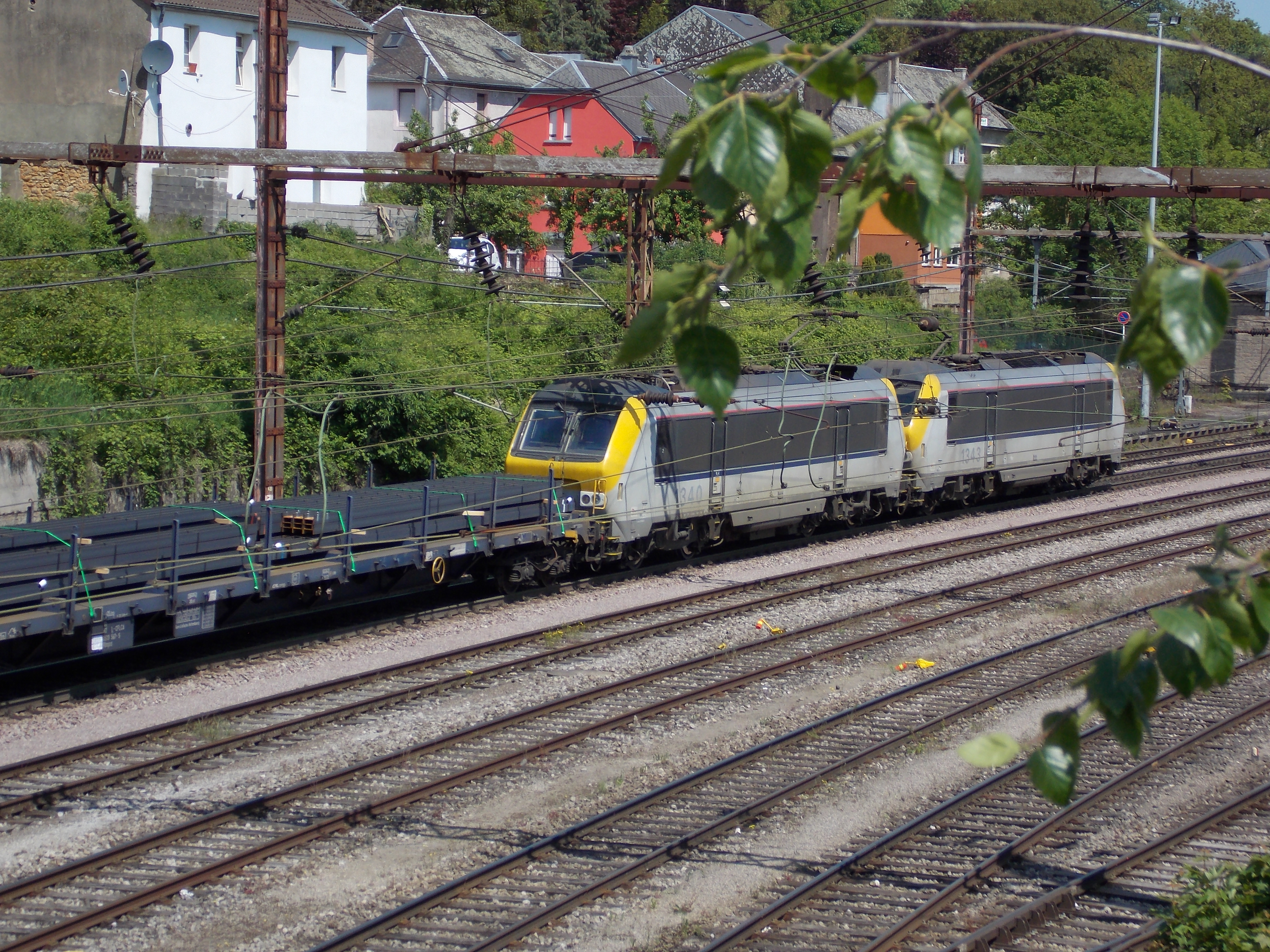
Durchfahrt eines Güterzuges in Differdingen, bespannt mit zwei belgischen Lokomotiven der Reihe 13

Der nationale und internationale Güterverkehr sind in Luxemburg, dem europäischen Recht entsprechend, vollständig liberalisiert.

### Technische Merkmale

#### Allgemeines
Fahrzeuge, die das luxemburgische Eisenbahnnetz befahren, bedürfen – wie bei jedem anderen – eines Nachweises der Kompatibilität zur vorhandenen Infrastruktur. Dieser Nachweis muss nicht selten auch mit Testfahrten erbracht werden. Darüber hinaus müssen mit Sicherheitsaufgaben betraute Personen (Triebfahrzeugführer, Zugführer, Wagenmeister, Rangierer etc.) speziell geprüft und zur Teilnahme am Betrieb zugelassen werden.
Das luxemburgische Eisenbahnnetz zeichnete sich durch technische Besonderheiten bei der Stromversorgung sowie den Signal- und Sicherungssystemen aus, welche von den drei Nachbarländern abgeleitet wurden. Luxemburg war zu klein, um sich historisch gegen die industriellen Nachbarn mit eigenen Standards abzugrenzen.
Der Beginn der starken Entwicklung heutiger Hauptbahnen lag in der Zeit der weitgehenden Integration des Großherzogtums ins Deutsche Kaiserreich. Nach der Eingliederung Elsass-Lothringens erfolgte ein wirtschaftlich-militärischer Ausbau des Netzes, von dem heute sichtbar der Rechtsverkehr (analog zu Grand Est) verblieben ist. Nach dem Ersten Weltkrieg war das Großherzogtum weitgehend von Frankreich dominiert. Nach der kurzen Unterbrechung französischen Einflusses im Zweiten Weltkrieg wurde die Betriebsorganisation danach erneut von Frankreich und Belgien übernommen. In diesen Nachkriegszeitraum fielen die Streckenelektrifizierungen sowie der Aufbau von Zugbeeinflussungsanlagen. Die Strecke nach Belgien wurde entsprechend mit 3 kV Gleichspannung elektrifiziert, die nach Frankreich mit 25 kV Wechselspannung und französischer Fahrleitungsgeometrie. Bei der Zugbeeinflussung entschied man sich für kompatible Varianten der „Crocodile“-Technik. Etwa zum Jahr 2020 konnte man sowohl das Fahrleitungsnetz vollständig auf 25 kV umstellen als auch die veralteten Zugbeeinflussungen durch ETCS ersetzen.

#### Zugbeeinflussungssystem
1973 führten die CFL das Zugbeeinflussungssystem Crocodile ein, das bereits bei den benachbarten Bahnverwaltungen SNCB und SNCF in Betrieb war und den grenzüberschreitenden Verkehr nach Belgien und Frankreich erleichterte. Da jedoch im Laufe der Zeit in den Nachbarländern weitere Zugbeeinflussungssysteme eingeführt wurden (Belgien TBL, Deutschland PZB/LZB und Frankreich KVB/TVM), wurde es für die CFL immer schwieriger, den grenzüberschreitenden Verkehr durchzuführen.
Die CFL prüften daher ab 1990 die Möglichkeiten zur Einführung eines vollwertigen Zugbeeinflussungssystems. Da die Zugbeeinflussungssystem in den Nachbarländern jeweils bereits fest etabliert waren, hätte jede Entscheidung für ein System zu einer Inkompatibilität mit den beiden anderen Systemen geführt. Die zu dieser Zeit beginnende Entwicklung des einheitlichen, europäischen Zugbeeinflussungs European Train Control Systems wurden von der CFL daher frühzeitig unterstützt.
1997 wurde als Reaktion auf drei Eisenbahnunfälle beschlossen, zunächst jedoch das vorhandene Zugbeeinflussungssystem Crocodile verbessert, um das Sicherheitsniveau zu heben. Dies führt zur Einführung von MEMOR II und MEMOR II+.
Die CFL hat sich als erster Netzbetreiber bereits 1999 für die netzweite Einführung von ETCS entschieden. Seit dem 1. Januar 2020 wird der gesamte Schienenverkehr in Luxemburg mit ETCS Level 1 in der ETCS-Betriebsart Full Supervision betrieben.

#### Zugfunk
Ende März 2016 wurde die Ausrüstung von 271 km des luxemburgischen Schienennetzes mit GSM-R durch das österreichische Unternehmen Kapsch CarrierCom für Anfang 2017 angekündigt. Das System wurde erst am 9. Dezember 2018 durch die ACF abgenommen und nachfolgend durch die CFL in Betrieb gesetzt.

### Ausbauprojekte und Fonds
1995 übernahm der luxemburgische Staat das Eisenbahnnetz von der CFL durch die Einrichtung des Réseau Ferré National Luxembourgeois. Durch den Fonds du Rail wird seitdem die Finanzierung von Instandhaltung und Ausbau des Netzes gewährleistet. Erstmals seit etlichen Jahrzehnten wurde 2003 mit der Verbindung zwischen Dudelange-Usines (Luxemburg) und Volmerange-les-Mines (Frankreich) eine neue Eisenbahnstrecke in Betrieb genommen. Für weitere Ausbauprojekte sind in der Legislaturperiode 1999–2004 die gesetzlichen Grundlagen geschaffen worden.

## Ausbauprojekte
Seit November 2012 ist die Strecke Petingen–Luxemburg zweigleisig befahrbar. Hierzu wurde im April 2010 über die Autobahn A6 in Höhe von Zessingen eine neue Eisenbahnbrücke errichtet.